# Hortensia Soto
Hortensia Soto (* 7. November 1961 in Belén del Refugio, Jalisco, Mexiko) ist eine mexikanisch-amerikanische Mathematikerin und Hochschullehrerin. Sie ist Professorin und Leiterin der Fakultät für Mathematik an der Colorado State University. 2022 wurde sie zur Präsidentin der Mathematical Association of America (MAA) gewählt.

## Leben und Werk
Soto ist eines von neun Kindern von Agustin Soto und Sara Ramírez. Als sie ein Jahr alt war, zogen ihre Eltern mit ihr und ihrer älteren Schwester nach Nebraska, wo sie auf einer Farm aufwuchs. Sie erwarb ein Associate Degree am Eastern Wyoming College und belegte Sommerkurse am Chadron State College (CSC). Dort erwarb sie in Mathematik 1988 ihren Bachelor- und 1989 den Masterabschluss. 1994 erhielt sie an der University of Arizona einen zweiten Masterabschluss. Nach ihrem Abschluss am CSC wurde sie Leiterin des Mathematics Learning Center an der University of Southern Colorado (USC). Sie lernte dort ihren zukünftigen Ehemann kennen, der als Statistiker in der Abteilung arbeitete. Anschließend promovierte sie 1996 in Mathematikdidaktik an der University of Northern Colorado (UNC).
Danach forschte sie als Assistenzprofessorin für Mathematik an der USC und wurde als Fellow des Project NExT der Mathematical Association of America aufgenommen. Sie lehrte von 1989 bis 2003 an der USC und war von 2005 bis 2020 Professorin an der University of Northern Colorado. 2020 wurde sie Professorin an der Colorado State University.
Sie veröffentlichte in verschiedenen Bereichen der Mathematikdidaktik, darunter Leistungsbewertung, mathematische Ausbildung von Grundschullehrern und insbesondere im Bereich des Lehrens und Lernens von Mathematik im Grundstudium. In ihrer Forschung und Lehre verfolgt sie die Perspektive der verkörperten Kognition, einer Philosophie, die davon ausgeht, dass Lernen körperbasiert ist. Daher entwickelt sie Aktivitäten, die mathematisches Denken durch physische oder virtuelle Erfahrungen mit dem menschlichen Körper fördern. Zu solchen Aktivitäten gehört beispielsweise das Ausführen euklidischer Transformationen auf einer kartesischen Ebene, wobei die Schüler als Eckpunkte polygonaler Formen agieren.
Sie ist Mitbegründerin und Leiterin des Programms Las Chicas de Mathemáticas und engagiert sich für die berufliche Weiterbildung von K-16-Lehrern in Nebraska, Colorado und Kalifornien. Sie ist Mitglied der Mathematical Association of America und ist Herausgeberin des MAA Instructional Practices Guide. Von 2023 bis 2024 war Soto Präsidentin der Mathematics Association of America. Sie war Mitglied des Redaktionsausschusses von Mathematics Teacher, herausgegeben vom National Council of Teachers of Mathematics und ist Mitglied des Redaktionsausschusses des International Journal of Research in Undergraduate Mathematics. Seit 20 Jahren berät sie das ACT, wo sie an Entscheidungen zu Mathematikthemen und -richtlinien beteiligt ist.

## Auszeichnungen und Ehrungen (Auswahl)
- 2001:  Distinguished Young Alumni Award, Chadron State College
- 2012: Meritorious Service Award, MAA
- 2016: Burton W. Jones Distinguished Teaching Award, Rocky Mountain Section der MAA
- 2018: Deborah and Franklin Haimo Awards for Distinguished College or University Teaching of Mathematics[9][10][11]